# Mestosoma cuzconum
Mestosoma cuzconum är en mångfotingart som först beskrevs av Chamberlin 1952.  Mestosoma cuzconum ingår i släktet Mestosoma och familjen orangeridubbelfotingar. Inga underarter finns listade i Catalogue of Life.